# المنهاج النبوي (كتاب)
المنهاج النبوي تربية وتنظيمًا وزحفًا هو كتاب للإمام والمجدد المغربي عبد السلام ياسين، صدر أول مرة عام 1981م (1401 هـ). يعدّ الكتاب مرجعًا تأسيسيًا لمنهج جماعة العدل والإحسان، إذ يعرض منهجًا تربويًا وتنظيميًا وجهاديًا مستمدًا من القرآن والسنة.

## السياق والإصدارات
صدر الكتاب ضمن سلسلة كتب الجماعة، وقد تناولته موسوعة سراج.نت التي نخّصص أعمال الإمام ومؤلفات الحركة. وصدرت منه عدة طبعات، أهمها:
- الطبعة الأولى سنة 1981 (مجلة الجماعة).
- الطبعة الثالثة 1992،
- الخامسة 2018 التي أُضيفت لها مقدمة من الدكتور عبد الواحد متوكل، رئيس الدائرة السياسية في الجماعة.[3]

## محتوى الكتاب
يضم الكتاب:
1. مقدمة تمهيدية ودكتور عبد الواحد متوكل في الطبعات الحديثة.
2. خمسة فصول رئيسية:

1. اقتحام العقبة إلى الله
2. تجديد الدين والإيمان
3. التربية
4. التنظيم
5. الخصال العشر وشعب الإيمان

1. خاتمة تربط التأسيس بالتطبيق العملي والتنظيم والجهاد.[3]

## الأهداف والرؤية
يهدف الكتاب إلى:
- تقديم منهج نبوي متكامل يحقق التلاحم بين التربية والتنظيم والجهاد.[3]
- ربط النص القرآني بالسنة ببرنامج عملي لبناء جماعة مؤمنة.[4]
- عرض الخصال العشر كتراتب تأهيلي للأفراد والجماعة نحو التحرر والبناء.[5]

## تأثير الكتاب
- أصبح دليلاً تأسيسيًّا للأسرة والتنظيم داخل الجماعة.[6]